# Принцип јединства теорије и праксе
Принцип јединства и складности речи и дела, теорије и праксе је педагошки принцип који има за циљ да повеже теоријска знања са практичним деловањем.

## Пожељне активности васпитача
Да би се овај принцип испоштовао потребно је да се изаберу и примене методе, поступци и средства у складу са циљевима и задацима васпитно-образовног рада. При свему томе се од наставника очекује и да буде доследан, јер приликом учења понашања, отежавајућа околност приликом диференцијације и генерализације тог учења је када се захтеви и очекивања наставника мењају према његовом сопственом нахођењу. Наиме, у том случају не постоји критеријум према коме би ученици научили шта је добро, а шта не у њиховом раду, јер наставник реагује увек различито. Такође, неопходно је да наставник и сам примењује у пракси оно што очекује од својих васпитаника. Уколико говори о заједничком одлучивању приликом оцењивања знања сваког од њих, онда мора мишљење других заиста и да узме у обзир.